# Europsko prvenstvo u nogometu do 21 godine 2009.
UEFA Europsko U-21 prvenstvo 2009 je započelo 31. svibnja 2007., te je bilo 17. izdanje UEFA-inih europskih U-21 prvenstava. 
Završni dio turnira odigrao se u Švedskoj u lipnju 2009. Naslov prvaka je osvojila Njemačka, svladavši u finalu reprezentaciju Engleske. Uz domaćina, na završni turnir kvalificirale su se još 7 od 51 europske U-21 reprezentacije. U kvalifikacijama jedino nije sudjelovala U-21 reprezentacija Andore. Na natjecanju su mogli igrati samo igrači rođeni nakon 1. siječnja 1986.

## Kvalifikacije
Ukupno 51 reprezentacije bile su raspodijeljene u 10 kvalifikacijskih grupa, utakmice su se igrale od 31. svibnja 2007. do 10. rujna 2008.
| Skupina 1 Italija Hrvatska Grčka Albanija Azerbajdžan Farski Otoci | Skupina 2 Češka Ukrajina Turska Armenija Lihtenštajn | Skupina 3 Portugal Engleska Bugarska Irska Crna Gora     | Skupina 4 Španjolska Rusija Poljska Gruzija Kazahstan         | Skupina 5 Nizozemska Švicarska Norveška Sjeverna Makedonija Estonija |
| Skupina 6 Danska Slovenija Litva Finska Škotska                    | Skupina 7 Belgija Slovačka Island Austrija Cipar     | Skupina 8 Srbija Mađarska Bjelorusija Latvija San Marino | Skupina 9 Njemačka Izrael Moldavija Sjeverna Irska Luksemburg | Skupina 10 Francuska Rumunjska Bosna i Hercegovina Wales Malta       |

### Razigravanje
Deset pobjednika grupa, te četiri drugoplasirane reprezentacije s najviše bodova razigravale su za sedam mjesta na završnom 
turniru. 
| Prva momčad | Rez.   | Druga momčad | 1. ut. | 2. ut. |
| ----------- | ------ | ------------ | ------ | ------ |
| Njemačka    | 2-1    | Francuska    | 1-1    | 1-0    |
| Danska      | 0-2    | Srbija       | 0-1    | 0-1    |
| Turska      | 1-2    | Bjelorusija  | 1-0    | 0-2    |
| Austrija    | 3-3(j. | Finska       | 2-1    | 1-2    |
| Wales       | 4-5    | Engleska     | 2-3    | 2-2    |
| Italija     | 3-1    | Izrael       | 0-0    | 3-1    |
| Švicarska   | 3-4    | Španjolska   | 2-1    | 1-3    |

#### Kvalificirane ekipe
- Švedska kao domaćin
- Njemačka
- Srbija
- Bjelorusija
- Finska
- Engleska
- Italija
- Španjolska

Izvlačenje parova po skupinama održano je 3. prosinca 2008. u Goteborgu.

## Završni turnir
Završni turnir odigrao se u Švedskoj u lipnju 2009. Otvaranje i finale prvenstva odigralo se u Malmöu.

### Stadioni
Na završnom turniru igralo se na sljedećim stadionima: 
- Swedbank Stadion, Malmö (Kapacitet: 24.000)
- Gamla Ullevi, Göteborg (Kapacitet: 18.800)
- Olympia, Helsingborg (Kapacitet: 17.000)
- Örjans Vall, Halmstad (Kapacitet: 15.500)

## Rezultati

#### Skupina A
| Momčad      | Ut. | Pob. | N. | Por. | G+ | G- | GR | Bod. |
| ----------- | --- | ---- | -- | ---- | -- | -- | -- | ---- |
| Italija     | 3   | 2    | 1  | 0    | 4  | 2  | +2 | 7    |
| Švedska     | 3   | 2    | 0  | 1    | 9  | 4  | +5 | 6    |
| Srbija      | 3   | 0    | 2  | 1    | 1  | 3  | -2 | 2    |
| Bjelorusija | 3   | 0    | 1  | 2    | 2  | 7  | -5 | 1    |

| 16. lipnja 2009. |     |             |                         |
| Švedska          | 5:1 | Bjelorusija | Swedbank Stadion, Malmö |
| Italija          | 0:0 | Srbija      | Olympia, Helsingborg    |
| 19. lipnja 2009. |     |             |                         |
| Švedska          | 1:2 | Italija     | Olympia, Helsingborg    |
| Bjelorusija      | 0:0 | Srbija      | Swedbank Stadion, Malmö |
| 23. lipnja 2009. |     |             |                         |
| Srbija           | 1:3 | Švedska     | Swedbank Stadion, Malmö |
| Bjelorusija      | 1:2 | Italija     | Olympia, Helsingborg    |

#### Skupina B
| Momčad   | Ut. | Pob. | N. | Por. | G+ | G- | GR | Bod. |
| -------- | --- | ---- | -- | ---- | -- | -- | -- | ---- |
| Engleska | 3   | 2    | 1  | 0    | 5  | 2  | +3 | 7    |
| Njemačka | 3   | 1    | 2  | 0    | 3  | 1  | +2 | 5    |
| Engleska | 3   | 1    | 1  | 1    | 2  | 2  | 0  | 4    |
| Finska   | 3   | 0    | 0  | 3    | 1  | 6  | -5 | 0    |

| 15. lipnja 2009. |     |            |                        |
| Španjolska       | 0:0 | Njemačka   | Gamla Ullevi, Göteborg |
| Engleska         | 2:1 | Finska     | Örjans Vall, Halmstad  |
| 18. lipnja 2009. |     |            |                        |
| Španjolska       | 0:2 | Engleska   | Gamla Ullevi, Göteborg |
| Njemačka         | 2:0 | Finska     | Örjans Vall, Halmstad  |
| 22. lipnja 2009. |     |            |                        |
| Finska           | 0:2 | Španjolska | Gamla Ullevi, Göteborg |
| Njemačka         | 1:1 | Engleska   | Örjans Vall, Halmstad  |

#### Drugi krug
|  | Polufinale                     | Polufinale |   |  | Finale                   | Finale |  |
|  |                                |            |   |  |                          |        |  |
|  | 26. lipnja 2009. - Göteborg    |            |   |  |                          |        |  |
|  | Italija                        | 0          |   |  |                          |        |  |
|  | Njemačka                       | 1          |   |  |                          |        |  |
|  |                                |            |   |  |                          |        |  |
|  |                                |            |   |  | 29. lipnja 2009. - Malmö |        |  |
|  |                                |            |   |  | Njemačka                 | 4      |  |
|  |                                | Engleska   | 0 |  |                          |        |  |
|  |                                |            |   |  |                          |        |  |
|  |                                |            |   |  |                          |        |  |
|  |                                |            |   |  |                          |        |  |
|  | 26. lipnja 2009. - Helsingborg |            |   |  |                          |        |  |
|  | Engleska                       | 3 (5)      |   |  |                          |        |  |
|  | Švedska                        | 3 (4)      |   |  |                          |        |  |

#### Polufinala
| 26. lipna 2009. 18:00                  |                   |                       |                                                                               |
| Engleska                               | 3 : 3 (produžeci) | Švedska               | Gamla Ullevi, Gothenburg Broj gledatelja: 16.385 Sudac: Cüneyt Çakir (Turska) |
| Cranie 1' Onuoha 27' Bjärsmyr 38' (ag) | izvještaj         | Berg 68' Toivonen 75' | Gamla Ullevi, Gothenburg Broj gledatelja: 16.385 Sudac: Cüneyt Çakir (Turska) |

|                                              |       | jedanaesterci                                |  |  |
| Milner Hart Cattermole Johnson Walcott Gibbs | 5 : 4 | Berg Elm Bjärsmyr Lustig R. Bengtsson Molins |  |  |
|                                              |       |                                              |  |  |

| 26. lipnja 2009. |           |          |                                                                             |
| Italija          | 0 : 1     | Njemačka | Olympia, Helsingborg Broj gledatelja: 8.094 Sudac: Pedro Proença (Portugal) |
|                  | izvještaj | Beck 48' | Olympia, Helsingborg Broj gledatelja: 8.094 Sudac: Pedro Proença (Portugal) |

#### Finale
| 29. lipnja 2009. 20:45             |           |          |                                                                                   |
| Njemačka                           | 4 : 0     | Engleska | Swedbank Stadion, Malmö Broj gledatelja: 18.769 Sudac: Bjorn Kuipers (Nizozemska) |
| Castro 23' Özil 48' Wagner 79' 84' | izvještaj |          | Swedbank Stadion, Malmö Broj gledatelja: 18.769 Sudac: Bjorn Kuipers (Nizozemska) |

| UEFA Europsko U-21 prvenstvo Pobjednici |
| --------------------------------------- |
| Njemačka Prvi naslov                    |

## Strijelci
7 golova
- Marcus Berg

3 golova
- Robert Acquafresca
- Ola Toivonen

2 gola
- Syarhey Kislyak
- Gonzalo Castro
- Sandro Wagner

## Vanjske poveznice
- Službena stranica  Arhivirana inačica izvorne stranice od 31. kolovoza 2008. (Wayback Machine)
- uefa.com - UEFA Europsko U-21 prvenstvo 2009.